# Françoise Hoentschel
 (juin 2022).
Si vous disposez d'ouvrages ou d'articles de référence ou si vous connaissez des sites web de qualité traitant du thème abordé ici, merci de compléter l'article en donnant les références utiles à sa vérifiabilité et en les liant à la section « Notes et références ».
Françoise Hoentschel, née à Paris 8e le 13 septembre 1901 et morte à Paris 16e le 1er janvier 1992,, est connue comme mécène au profit de nombreuses œuvres de charité.

## Biographie
Françoise Hoentschel est la fille d'Antoinette Desaille et du collectionneur, céramiste et architecte Georges Hoentschel. 
Elle est orpheline dès son plus jeune âge : sa mère meurt d'une leucémie foudroyante à l'âge de 28 ans en 1905, et son père en 1915 de qui elle hérite d'une grande collection d'art.
En 1926, elle épouse en premières noces Michel Feydeau, le fils de Georges Feydeau, avec qui elle aura en 1934 un fils, Alain Feydeau ; le divorce est prononcé en 1940. 
Elle se marie pour la seconde fois en 1941 avec le marquis Jean de Malherbe, de dix ans son cadet, avec qui elle aura deux enfants, et dont elle divorce en 1950.
Elle repose au cimetière du Père Lachaise (division 19), à Paris.